# Jiaqing
Jiaqing (13 de novembro de 1760 - 2 de setembro de 1820), foi o sexto imperador da Dinastia Manchu, e quinto imperador Qing, tendo reinado de 1796 a 1820.